# Semaeopus florera
Semaeopus florera är en fjärilsart som beskrevs av Paul Dognin 1894. Semaeopus florera ingår i släktet Semaeopus och familjen mätare. Inga underarter finns listade i Catalogue of Life.